# Octavio Bunge
Octavio Raymundo Bunge Peña (Argentina, 15 de marzo de 1844 - 14 de agosto de 1910) fue un Ministro de la Corte Suprema de Justicia de Argentina. Fue padre de Alejandro, Augusto, Carlos Octavio y Delfina Bunge.

## Actividad profesional
Se recibió de abogado y en 1869, luego de un largo viaje por Europa, ingresó en la administración de justicia con el cargo de relator el poder judicial como relator en la Suprema Corte de Justicia de la provincia de Buenos Aires. Cuatro años más tarde, fue nombrado juez penal de primera instancia y, más adelante, vocal de la Cámara de Apelaciones en lo Criminal, Correccional y Comercial. En 1892 el presidente Carlos Pellegrini lo nombró juez de la Corte Suprema de Justicia de la Nación. Al fallecer Abel Bazán,  Octavio Bunge, pasó a ejercer provisoriamente la presidencia del Tribunal por ser el juez más antiguo hasta que el 10 de mayo de 1905 el presidente Manuel Quintana designó en ese cargo a Antonio Bermejo pues en esa época el Presidente de la Nación designaba al Presidente de la Corte y el cargo era vitalicio.
Al retirarse Bunge en 1910, el presidente José Figueroa Alcorta nombró a Dámaso E. Palacio para reemplazarlo.
Compartió La Corte Suprema en distintos momentos con Cornelio Moyano Gacitúa, Antonio Bermejo, Mauricio Pastor Daract, Nicanor González del Solar, Enrique H. Martínez, Juan Eusebio Torrent, Luis Vicente Varela, Abel Bazán y Benjamín Paz